# Woods Point
Woods Point is een plaats in de Australische deelstaat Victoria en telt 94 inwoners (2006).